# Arctosomma trochosiforme
Arctosomma trochosiforme (Strand, 1906b) è un ragno appartenente alla famiglia Lycosidae.
È l'unica specie nota del genere Arctosomma.

## Distribuzione
L'unica specie oggi nota di questo genere è stata rinvenuta in Etiopia.

## Tassonomia
L'aracnologo Roewer in un suo lavoro (1960d) sugli esemplari tipo Tarentula trochosiformis Keyserling, 1881, considerò questi esemplari quale genere a sé e costituì Arctosomma; contra un analogo lavoro dell'aracnologo Guy del 1966 che li considera come sottogenere di Arctosa C.L. Koch, 1847.
Va rilevato anche che Roewer, negli studi in cui si è occupato di questi esemplari, li denomina sempre Arctosomma trochosiformis, ritenendo Arctosomma sostantivo femminile. Per una corretta concordanza, in quanto Arctosomma è di genere neutro, il nome del ragno è stato modificato in A. trochosiforme.
Dal 1960 non sono stati esaminati altri esemplari, né sono state descritte sottospecie al 2016.